# Chrysopa filicornis
Chrysopa filicornis is een insect uit de familie van de gaasvliegen (Chrysopidae), die tot de orde netvleugeligen (Neuroptera) behoort. 
Chrysopa filicornis is voor het eerst wetenschappelijk beschreven door Fitch in 1855.